# 안흥국민학교 궁시도분교장
안흥국민학교 궁시도분교는 대한민국 충청남도 태안군 근흥면 가의도리 산18-2에 있었던 국민학교 분교이다.

## 연혁
- 일자미상 안흥국민학교 궁시도분교 설립 인가
- 일자미상 궁시도분교장 개교
- 1986년 폐교 및 안흥국민학교 통폐합